# Horia Simu
Horia Șchiopu Simu (n. 17 octombrie 1975, Alba Iulia) este un om de afaceri din România.
Deține, împreună cu Horia Pitulea, compania Cuprom București, singura companie producătoare de cupru din România.
Cei doi sunt supranumiți „bancherii cuprului”.
Holdingul Cuprom este format din cele două fabrici românești de cupru - fosta Phoenix Baia Mare și fosta Elcond Zalău și două institute de proiectare și cercetare - Cepronef și Ipronef, pe care Simu și Pitulea le-au cumpărat de la stat în 2003.
Prin intermediul Cuprom și al vehiculelor financiare Nordexo Manufacturing și Amteck Investiții, Simu și Pițulea dețin compania de foraj Foradex București, producătorul de cabluri Cord Buzău, producătorul de sticlă GlassCorp Buzău și producătorii de ape minerale Lipomin Lipova, Carpatina și Herculane Water din Băile Herculane.
La mijlocul anului 2008, Horia Simu a devenit acționarul majoritar al companiei de construcții CCCF (Compania de Construcții și Căi Ferate) București, prin intermediul vehiculului de investiții Wagma Holdings Limited.
De asemenea mai deține în nume propriu circa 9,5% din acțiunile producătorului de motoare electrice pentru aparate electrocasnice Electroargeș din Curtea de Argeș.
În iulie 2016, Horia Simu a fost trimis în judecată de procurorii DNA, alături de alte nouă persoane, în dosarul ANRP 5, care vizează supraevaluarea despăgubirilor pentru un teren din municipiul Constanța.